# Hedvig Sophia a Suediei
Prințesa Hedvig Sophia Augusta a Suediei (26 iunie 1681 – 22 decembrie 1708) a fost prințesă suedeză și primul copil al regelui Carol al XI-lea al Suediei și a reginei Ulrica Eleonora. Prin căsătoria cu Frederic al IV-lea, Duce de Holstein-Gottorp a devenit Ducesă de Holstein-Gottorp. A fost moștenitoare prezumptivă la tronul suedez până la moartea sa și regentă a ducatului de Holstein-Gottorp în timpul minoratului fiului ei din 1702 până în 1708.
1. ↑  Riddarholmskyrkan - inventories and graves, p. 455, accesat în 3 martie 2019
2. ↑  Dictionary of Women Worldwide[*] Verificați valoarea |titlelink= (ajutor)